# Evert Rinsema

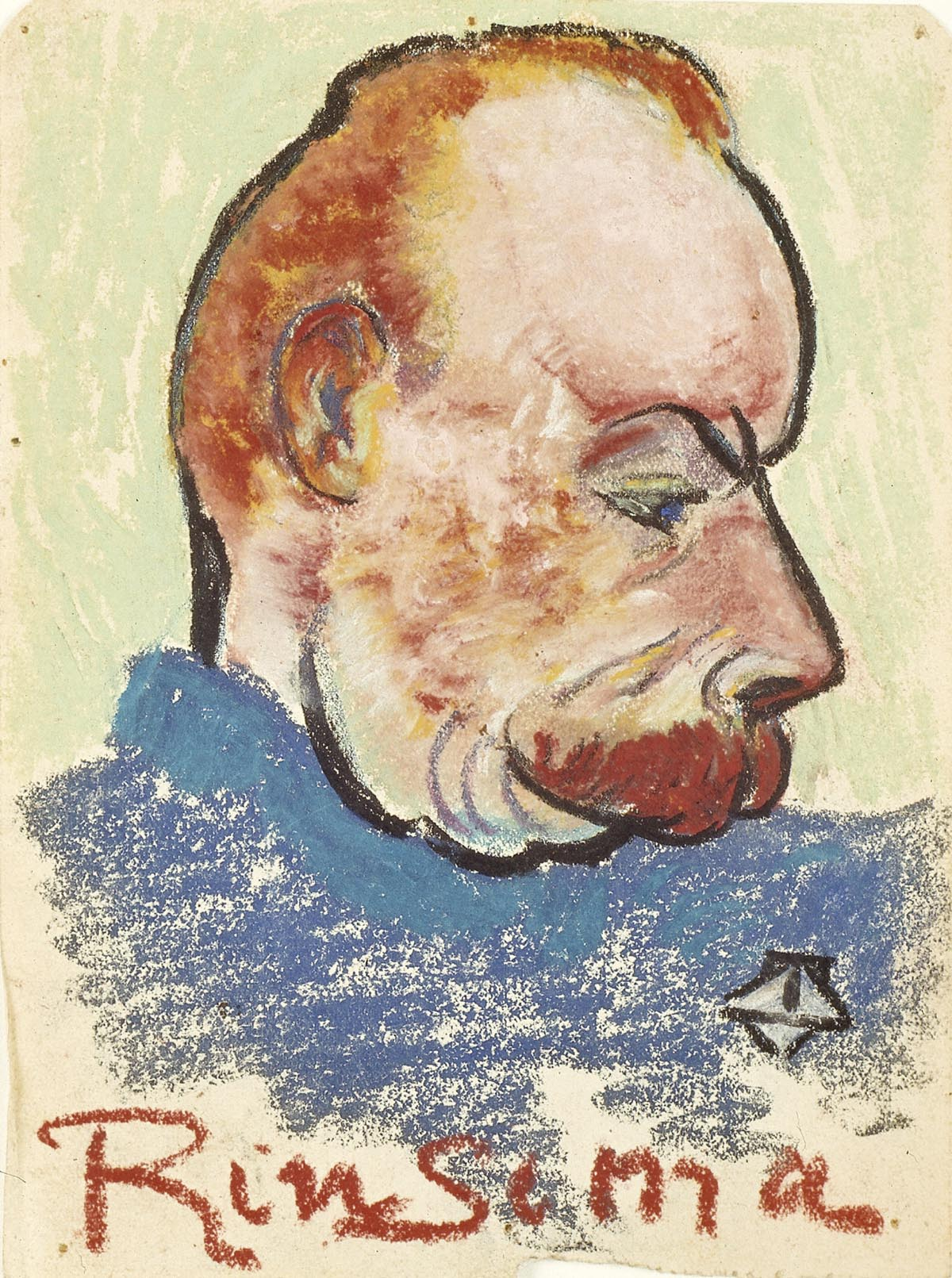
Theo van Doesburg: Porträt von Evert Rinsema. um 1915, Pastellkreide auf Papier, 15,5 × 11,5 cm, Fries Museum, Leeuwarden

Evert Rinsema (28. August 1880 in Gorredijk – 4. Juli 1958 in Heerenveen) war ein niederländischer Dichter, der – vor allem in ihren Anfängen – der Avantgarde-Bewegung De Stijl nahe stand.
Rinsema war ein Bruder des Bildenden Künstlers Thijs Rinsema (1877–1947) und wohnte in Drachten, Friesland. Er war, wie sein Vater, Schuhmacher und las in seiner freien Zeit intensiv die Werke und Biografien bedeutender Philosophen, wie beispielshalber Heraklit und Laozi. Dabei haben Rinsemas eigene Texte meist die Form von Langgedichten und Aphorismen. Während der Mobilisierung (die Niederlande waren im Ersten Weltkrieg neutral) war Rinsema von 1914 bis 1916 in der Nähe der Stadt Alphen in Nordbrabant stationiert, wo er sich mit dem Schriftsteller und Bildenden Künstler Theo van Doesburg anfreundete. Van Doesburg war von Rinsema stark beeindruckt, da dieser in der Lage war, oftmals abstrakte und schwer zu ergründende philosophische Anschauungen ("denkbeelden") im alltäglichen Leben wiederzufinden. 
Van Doesburg besuchte ihn später regelmäßig in Drachten. Es war auch van Doesburg, der 1920 Rinsemas ersten Gedichtband Verzamelde volzinnen (Gesammelte Sätze) als de Stijl-Publikation herausgab. Aus diesem Werk sollte im April 1923 Kurt Schwitters bei seiner Dada-Soiree in Drachten vorlesen. Der lokale Dragtster Courant vermeldet, dass dies der einzige ernste Moment eines ansonsten urkomischen Abends gewesen sei.
Anfang der dreißiger Jahre zog Rinsema nach Assen, wo er am Kanaal 175 im modernistischen Stil ein Wohnhaus nach Plänen des Architekten J.F.A. Göbel (1900–1967) bauen ließ. Nach dem Zweiten Weltkrieg kehrte Rinsema nach Drachten zurück.

## Veröffentlichungen
- Verzamelde volzinnen van Evert Rinsema. De Stijl, Leiden 1920.
- Wat ik dacht. Assen 1947.
- De mens is van nature hoekig. Van der Wal, Bergen 1980.
- Wat achterbleef. Volzinnen. Avalon Pers, Woubrugge 1982.
- Verwaaide bloemen. Gedichten en gedachten. Streekmuseum "It Bleekerhûs", Drachten [1983].
- Woorden op laag-water. [Selbstverlag], Drachten 1984.
- Geeft uw bloemen als u bloemen hebt, geleidelijk en langzaam water... [Avalon Pers, Woubrugge 1995].
- Thijs Rinsema (Hrsg.): Denkbeelden van Evert Rinsema. [Museum Dr8888], Drachten 2011, ISBN 9789077169179.